# Hyles grenzenbergiziczac
Hyles grenzenbergiziczac är en fjärilsart som beskrevs av Wladasch. 1929. Hyles grenzenbergiziczac ingår i släktet Hyles och familjen svärmare. Inga underarter finns listade i Catalogue of Life.